# کفشک کف دریا
کفشک کف دریا (نام علمی: Microstomus shuntovi) نام یک گونه از زیرخانواده راست‌رویان است.